# Entomacrodus williamsi
Entomacrodus williamsi är en fiskart som beskrevs av Springer och Hans W. Fricke 2000. Entomacrodus williamsi ingår i släktet Entomacrodus och familjen Blenniidae. Inga underarter finns listade i Catalogue of Life.